# Акдениз
Акдениз (тур. Akdeniz, Белое море) — район в провинции Мерсин (Турция), в настоящее время — часть города Мерсин. Белым в Турции называется Средиземное море, на берегах которого находится провинция, за белую дымку, которая покрывает море в ранние часы утра.

## Экономика
Именно в Акденизе находятся Мерсинский вокзал, Мерсинский порт, здесь имеются нефтеперерабатывающие предприятия, производится стекло, цемент, феррохром и сода.